# Pacific Southwest Airlines-vlucht 182
Pacific Southwest Airlines-vlucht 182, kortweg PSA-vlucht 182 was een vlucht met een Boeing 727-200 op 25 september 1978 van Sacramento, via Los Angeles, naar San Diego. Er vond een botsing in de lucht plaats met een ander vliegtuig waarna beide toestellen neerstortten.
Terwijl de passagiers aan het inladen waren in Los Angeles, steeg er op Montgomery Field (een vliegveld bij San Diego) een Cessna 172 op om 08:15 uur.
De Cessna werd bestuurd door David Lee Boswell. Hij was ILS naderingen aan het oefenen met zijn instructeur Martin Kazy. Montgomery beschikte niet over ILS (Instrument Landing System). Daarom vloog de Cessna naar San Diego, dit vliegveld beschikte wel over ILS. San Diego beschikte over de nieuwste apparatuur voor verkeersleiders en was voorzien van een computer-gestuurd waarschuwingssysteem om botsingen te voorkomen.
Boswell had twee keer een landingspoging geoefend, toen vlucht 182 hetzelfde luchtruim binnenvloog.
Lindbergh Tower gaf Boswell de opdracht om noordoost te vliegen en onder 3.500 voet te blijven. Boswell had deze opdracht bevestigd, maar veranderde zijn koers zonder het door te geven aan de verkeersleiders.
De koers die Boswell nu aangenomen had bracht de Cessna op een kruisende koers met de Boeing 727.

## De botsing
De piloten van de Boeing hadden de Cessna initieel in zicht, maar een paar minuten later verloren ze deze uit het oog, waarna ze de landing vervolgden, met de gedachte de Cessna al gepasseerd te zijn.
Ondertussen ging bij de verkeersleiding van San Diego een botsing alarm af. Dit gaf aan dat er twee vliegtuigen op elkaar af vlogen, maar dit alarm ging wel vaker af wanneer het druk was in de lucht, waardoor dit keer het alarm ook niet serieus werd genomen en simpel werd genegeerd.
Hierdoor vertelde de verkeersleider niet dat er verkeer in de buurt van de Boeing was. En de bemanning van de Boeing dacht dat ze de Cessna achter zich hadden gelaten.
Nog geen 45 seconden later botsten de twee vliegtuigen op elkaar.
De Boeing 727 was onbestuurbaar geworden door de schade aan de rechtervleugel en stortte in een bewoond gedeelte van San Diego neer en vernietigde daarbij vier blokken huizen. Door het ongeval stierven zeven mensen op de grond en alle inzittenden van beide vliegtuigen (135 in de Boeing en 2 in de Cessna).

## De oorzaken
1. De piloten van de Boeing hadden de Cessna niet meer in zicht, gaven dit door aan de verkeersleiding maar die verstond het verkeerd door de ruis aan de lijn.
2. De verkeersleiding nam de waarschuwing voor twee naar elkaar vliegende toestellen niet serieus.
3. De piloot van de Cessna had de koers 070 moeten aanhouden, maar deed dat niet en gaf dat niet door aan de verkeersleiding. De verkeersleider had hierop moeten toezien.